# Kato Platres
Kato Platres lub Tornarides (gr. Κάτω Πλάτρες lub Toρνάρηδες) – wieś w Republice Cypryjskiej, w dystrykcie Limassol. W 2011 roku liczyła 148 mieszkańców. 
Znajduje się na południowych stokach gór Trodos, ok. 42 km na północny zachód od miasta Limassol i jest częścią węzła komunikacyjnego łączącego wsie Maratasa, Trodos, Limassol i Pafos. W dawnych czasach wieś była znana pod nazwą Tornarides.

## Opis
Wioska posiada powierzchnię 8,68891 km². Położona jest na średniej wysokości 920 m n.p.m., średnie roczne opady wynoszą ok. 810 milimetrów. W regionie uprawiane są winorośle odmian winiarskich oraz różne drzewa owocowe: wiśnia, jabłoń, grusza, śliwka i brzoskwinia. Znaczna część wsi jest nieuprawiana, rośnie w niej dzika naturalna roślinność. W części obszaru administracyjnego znajdują się lasy państwowe Trodos. Mieszkańcy zajmują się turystyką, stolarstwem, pszczelarstwem.

## Turystyka

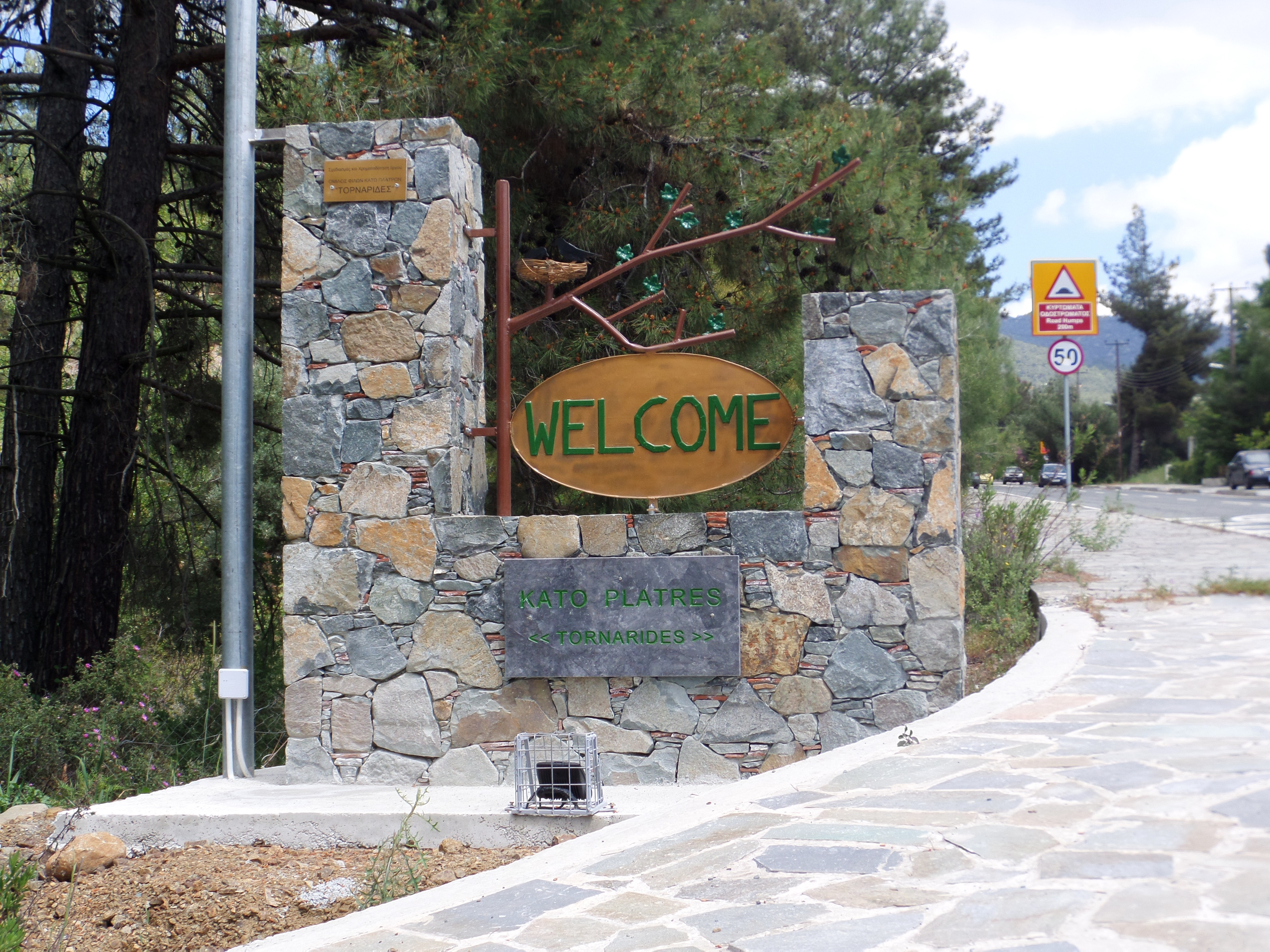
Kato Platres

Na zachód od wioski znajduje się ścieżka przyrodnicza Nature’s Path Kastrovounos, o długość ok. 800 m i znajduje się na wysokości od ok. 900 do 1000 metrów. Ścieżka jest częścią Narodowego Parku Leśnego w Trodos. Turyści mogą podziwiać bogatą roślinność oraz panoramiczny widok. Roślinność składa się głównie z sosen kalabryjskich, dęby olcholistne, pistacji terpentynowych oraz wiele innych gatunków krzewów i traw.

## Religia
W centrum Kato Platres znajduje się kościół Świętego Dymitra z Tesaloniki. W Kościele Katolickim wspomnienie liturgiczne odbywa się 26 października. Tego dnia odbywa się w wiosce procesja z ikoną świętego, w której uczestniczą mieszkańcy i ważne osobistości Kościoła cypryjskiego. Zbudowany został między XVIII a XIX w. z kamienia, pokryty tynkiem i białą farbą. W niewielkiej odległości od głównego kościoła, znajduje się stary kościół Świętego Dymitra z Tesaloniki. Również zbudowany z kamienia i pokryty tynkiem i białą farbą. Od 1930 funkcjonował jako szkoła z trzema klasami i czterdziestoma uczniami. Po wybudowaniu szkoły kościół zaniedbano. Obecnie odbywają się w nim msze dwa razy do roku, w Poniedziałek Wielkanocny i 26 grudnia.

## Sławni mieszkańcy
Z Kato Platres pochodzi słynny aktor Sotiris Moustakas i Kriton Tornaritis błyskotliwy adwokat, autor książek prawniczych.